# Kostel Narození Panny Marie (Jablonné v Podještědí)
Vyhlídková či pivovarská věž v Jablonném v Podještědí je bývalý kostel Narození Panny Marie. Nachází se ve Školní ulici nedaleko náměstí Míru. Západní průčelí objektu s věží a další zachované prvky lodi patří k hodnotným příkladům sakrální gotické a barokní architektury. Jako kulturní památka je objekt evidován v Ústředním seznamu kulturních památek České republiky.

## Historie kostela

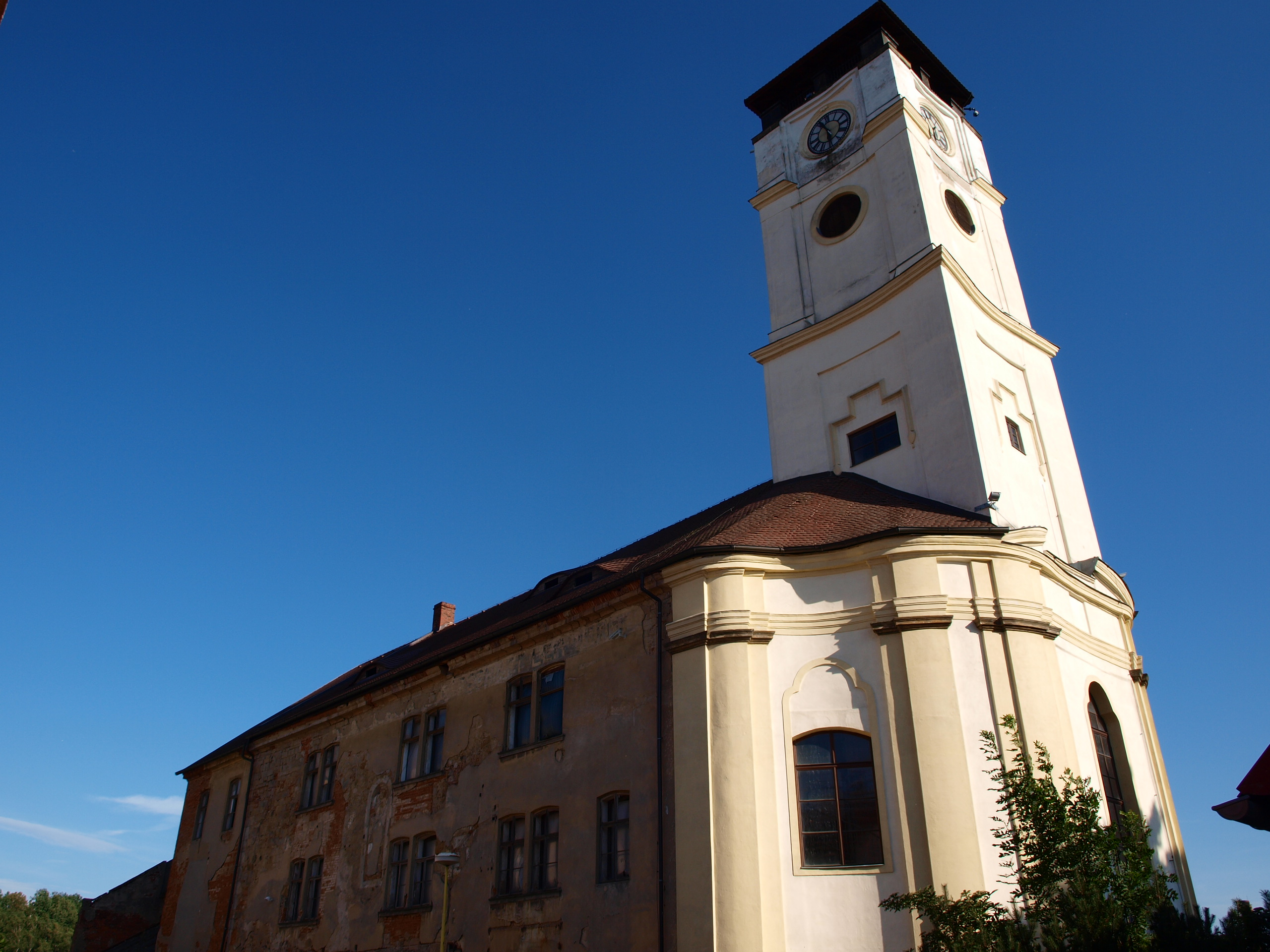
Bývalý kostel Narození Panny Marie

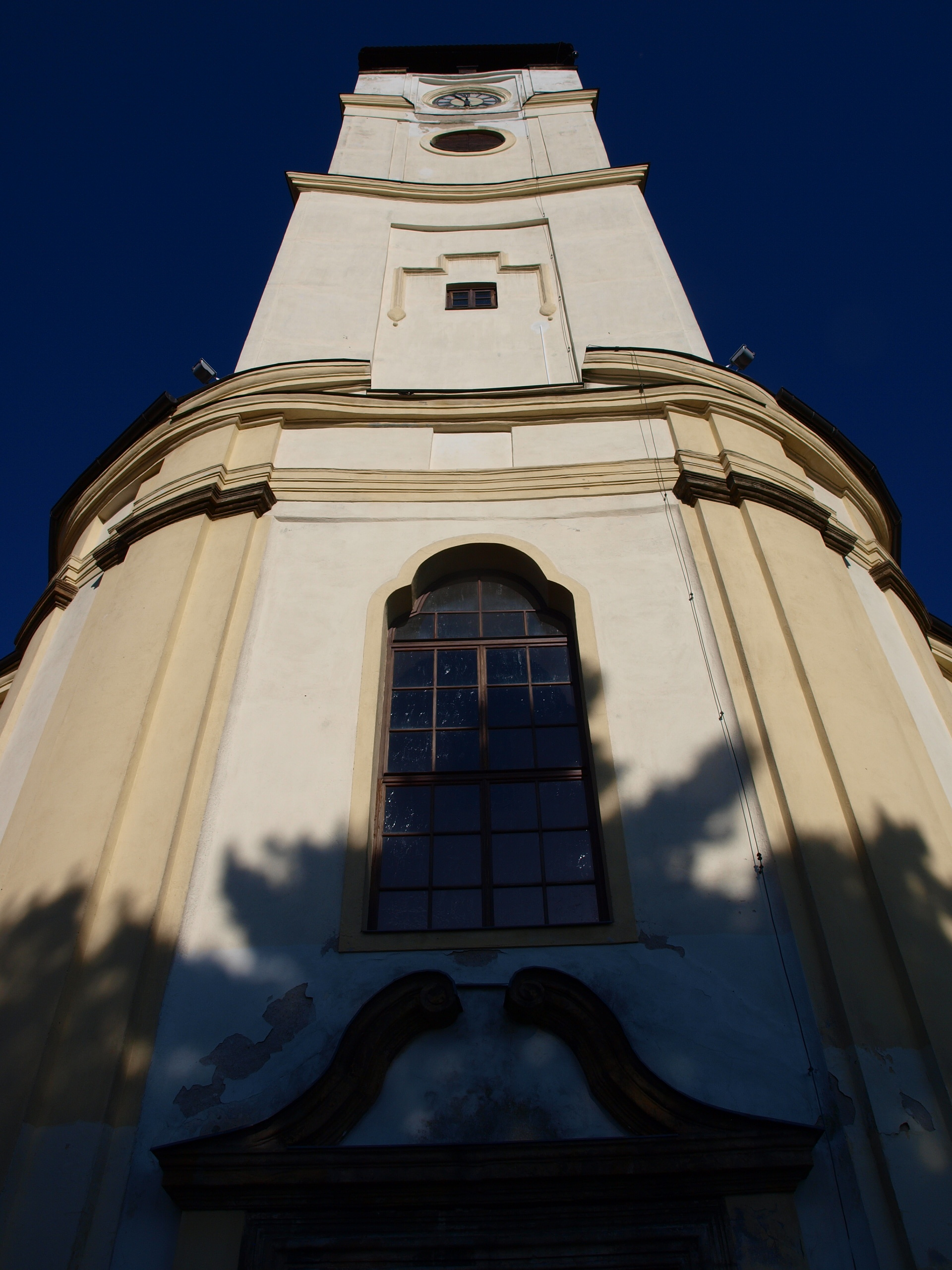
Věž a vstup do kostela

Historicky lze doložit, že v polovině 13. století založil Havel z Lemberka dominikánský klášter a obec měla také farní kostel. První písemnou zprávu je možno nalézt v textech z let 1279–1290 biskupa Tobiáše z Bechyně. Další zmínka o kostele se objevila v rejstříku papežských desátků z roku 1352. Kostel je uváděn jako děkanský. Koncem 13. století věnoval Zdislav z Lemberka patronátní právo ke kostelu cisterciánskému klášteru v Hradišti nad Jizerou, kteří je zde vykonávali do roku 1378.
V době husitských válek bylo město v letech 1425–1426 vypáleno a kostel byl také poškozen. Škody na kostele byly znásobeny dalším tažením husitských vojsk. Původní kostel svatého Kříže byl opraven v roce 1457 a nově zasvěcen Narození Panny Marie.
Od 16. století se mnoho zpráv o místním kostele nezachovalo. V letech 1678–1687 byly pořizovány nové kostelní zvony. Z období mezi lety 1718–1742, kdy na panství hospodařil Jan Jáchym Pachta z Rájova se dochoval nedatovaný plán kostela s půdorysem lodi pro úpravy a modernizaci kostela. V druhé polovině 18. století probíhaly pouze malé úpravy kostela a jeho zařízení.

### Stavba
Kostel byl postaven při jihovýchodní hradbě města. Z původní stavby se dochovala obdélná loď s vnějším půdorysem 25,4 m x 16,4 m. Ke stavbě obvodového zdiva byl použit lámaný pískovec rovnaný na hrubou maltu s kusy vápna. V horní části levého a pravého průčelí byly okenní otvory. Hlavní západní průčelí zakryla pozdně barokní přestavba. I přes nalezení relativně velkého množství architektonických prvků nelze přesně určit dobu stavby kostela. Lze usuzovat na přelom románského a gotického slohu. Na základě archeologických poznatků lze říci, že svoji nejstarší podobu si kostel zachoval do husitských válek.
Během rekonstrukce v roce 1457 byla vyměněna okna na levém průčelí a kostel získal novou fasádu. Byla přistavěna věž k presbyteriu, ale během 18. byla zbourána, proto období stavby také nelze s určitostí zjistit.

#### Barokní přestavba
V letech 1781–1783 pod vedením stavitele Filipa Hegera bylo budované nové západní průčelí, předsazené před středověkou původní fasádu. K bočnímu průčelí stavby byla připojena věž bloky, které obsahovaly točité schodiště. Věž měla nad hlavní římsou konkávně prohnuté stěny. Sdruženými svazkovými pilastry na vysokých soklech byly fasády nového průčelí členěny do tří polí s rozměrnými okny. Při přestavbě na pivovar byla okna zazděna. Ze členění systémem sloupového řádu se dochovaly pouze úseky pokračující západním blokem s věží. Kněžiště se nedochovalo. Na základě archivních zpráv však k jeho opravě v této době nedošlo. Zprávy o úpravách interiéru se nedochovaly. Loď snad získala nové zastropení. Nejsou známy informace o možném členění stěn nebo západní hudební kruchtě. V této době získalo západní průčelí novou podobu a byla zde na starším zdivu postavena sedmipodlažní věž.
V dochovaném dopise ze dne 12. května 1786 majitel panství František Josef Pachta z Rájova psal, že postavil kostelní věž a opravil část kostela, která hrozila zřícením. Přestavba kostela nebyla asi dokončena a novým farním kostelem se stal kostel svatého Vavřince.

### Pivovar
V květnu roku 1788 město zasáhl rozsáhlý požár, při kterém kostel vyhořel. Již nebyl obnoven a chátral do roku 1863. Dne 5. ledna 1863 koupilo zchátralý objekt místní měšťanstvo. V rámci přestavby na pivovar zůstala pouze vysoká západní věž a hmota kostelní lodi. Vstupní barokní průčelí bylo změněno pouze s ohledem na pivovarské zařízení. Okna a římsy věže byly zvýšeny o jedno patro a zakončeny plošinou se zábradlím. V bočních fasádách byla vyměněna okna. V místě kněžiště byl postaven nový objekt. Rušivě zde působí propojené zastřešení s novým krovem nad lodí. V přízemí byla vybudována trojlodní sladovna sklenutá plackovými klenbami. Do západní barokní věže byla vložena sušárna a nová varna vznikla na místě bývalého kněžiště.
V roce 1945 byl pivovar zestátněn. Po druhé světové válce prostory sloužily jako učebny místní základní školy do roku 1973.

## Vyhlídková věž
V roce 2002 zastupitelstvo města nechalo opravit střechu a věž byla zpřístupněna veřejnosti. Za symbolické vstupné poskytuje věž výhled nejen na město, ale za dobré viditelnosti také na Lužické hory. Je přístupná pro veřejnost v sezóně od dubna do srpna.